# Amna
Cristina Andreea Frunzăreanu (n. 24 martie 1984, Slatina, Olt, România), cunoscută mai mult sub numele de scenă Amna, este o cântăreață română pop/dance. "Amna" provine din limba arabă și înseamnă: pace ori securitate. A devenit cunoscută odată cu lansarea hitului “Tell Me Why” în colaborare cu Tom Boxer. Alte hit-uri ale Amnei sunt „Arme” - o colaborare cu What's UP și „Fără aer” feat Adda.

## Biografie
Cristina Andreea Frunzăreanu s-a născut pe 24 martie 1984, în Slatina, județul Olt, România, dar a crescut în București. A studiat pianul și canto la Liceul George Coșbuc specializare bilingvă; a absolvit facultatea de relații internaționale. Pe 12 august 2014, Amna a născut un băiețel pe care l-a numit David Cristian.

## Discografie
Primul single al Amnei “Tell Me Why” a avut succes național și internațional, ocupând locuri fruntașe în țări precum Polonia, Spania, Argentina, Serbia, Grecia, Mexic, Chile, Ecuador și Albania. În 2014 Amna a lansat un nou single, Fără aer, în colaborare cu Adda, pentru care au lansat și un videoclip la începutul lunii iunie.
- Tell Me Why
- Feliz Navidad (cover)
- She Bangs
- Feel Alone
- Esta Noche (feat. Borys)
- Hey Ho (feat. Mauricio Rivera & Obie-P)
- La La Like It
- Tonight (feat. Sonic-e & Woolhouse)
- Arme (feat. What's UP)
- De Crăciun
- Party Zone (feat. Jordi MB)
- Chicas In The Party (feat. Adrià Ortega)
- Fără aer (feat. Adda)
- Un actor grăbit
- Evacuat (feat. Glance)
- Ionel, Ionelule (Mirabela Dauer)
- Dar-ar naiba-n tine, dragoste (Mirabela Dauer)
- Adios Amor
- În oglindă (feat. Robert Toma)
- Viața e o aventură
- Copilărie
- La Capătul Lumii (feat. Robert Toma)
- Cireș de mai (Dima feat. Amna)
- Cum e dragostea (Bere Gratis feat. Amna)
- Delector de minciuni (Geørge feat. Amna)
- Ninge iar
- Un Crăciun Fericit (Amna feat. Klyde)
- Îți mulțumesc
- Nu poți să mă uiți (Amna feat. Dorian Popa)
- Mă descurc și singură
- Îți promit